# Irska poezija
Irska poezija je specifična po tome što je njen razvoj i povijest, slično kao i irske književnosti općenito, obilježilo uporabu dva jezika - irskog i engleskog. Postojanje te dvije tradicije i međuodnos, kao i odnosi s drugim književnostima na engleskom jeziku, su stvorili prilično raznovrstan opus koji se teško može kategorizirati. Irska poezija se, usprkos tome, smatra jednim od najprepoznatljivijih elemenata irske kulture. 

## Povijest
Najstarije sačuvane irske pjesme (na drevnom irskom jeziku) datiraju s početka 6. stoljeća, dok najstarije irske pjesme na engleskom jeziku datiraju iz 14. stoljeća. Međusobni utjecaji te dvije tradicije su kulminirali u 19. stoljeću kada se stvara poezija na engleskom jeziku koja preuzima teme i modele iz poezije na irskom jeziku. Tome su najveći doprinos dali pjesnici Keltskog preporoda s kraja 19. i početka 20. stoljeća.

## Poznati irski pjesnici
- W. B. Yeats
- Seamus Heaney

## Vanjske poveznice
Mrežna mjesta
- Poetry Forum for Northern Ireland,
- The SHOp, irski pjesnički časopis
- Then Go Beyond the Reach of Road: An Evening with Poet Peter Fallon[neaktivna poveznica] čitanje poezije na bostonskom sveučilištu, 30. ožujka 2009. (video)